# Cantón de Nogent-le-Roi
El cantón de Nogent-le-Roi era una división administrativa francesa, que estaba situada en el departamento de Eure y Loir y la región de Centro-Valle de Loira.

## Composición
El cantón estaba formado por dieciocho comunas:
- Le Boullay-Mivoye
- Le Boullay-Thierry
- Boutigny-Prouais
- Bréchamps
- Chaudon
- Coulombs
- Croisilles
- Faverolles
- Les Pinthières
- Lormaye
- Néron
- Nogent-le-Roi
- Ormoy
- Saint-Laurent-la-Gâtine
- Saint-Lucien
- Senantes
- Villemeux-sur-Eure
- Villiers-le-Morhier

## Supresión del cantón de Nogent-le-Roi
En aplicación del Decreto nº 2014-231 de 24 de febrero de 2014, el cantón de Nogent-le-Roi fue suprimido el 22 de marzo de 2015 y sus 18 comunas pasaron a formar parte; diez del nuevo cantón de Épernon, siete del nuevo cantón de Dreux-2 y una del nuevo cantón de Anet.